# Keiichi Morisato
Keiichi Morisato (森里 螢一 Morisato Keiichi?) es estudiante del Instituto de Tecnología Nekomi y miembro del NIT Motor Club.

## Personalidad
Trata de ser agradable con todos, no le gusta lastimar a nadie o que lo lastimen. Trato de razonar con Welsper, a pesar que este lo quiso matar. Sin embargo, Keiichi no es estúpido, y puede (y quiere) poner “coto al situación” si es necesario.
La personalidad pura e inocente de Keiichi también lo sitúa en medio de una relación inusual. Mientras entiende que el ama Belldandy (y ella a él), a veces le cuesta expresar sus sentimientos. También demuestra una inalterable pureza en sus acciones; ayuda a los demás en lo que puede, rara vez se queja de desplantes y siempre trata de ser veraz en cualquier situación. 

## Descripción
Keiichi es estudiante del Instituto de Tecnología Nekomi y miembro del NIT Motor Club. Un día Keiichi accidentalmente marco el número telefónico de la Oficina de ayuda Diosa. Antes que entienda que con él estaba una Diosa, Belldandy, (que entro por el espejo), ella le concedió un deseo. Antes que sus senpais lo echaran del dormitorio porque no se permitían mujeres, Keiichi le pidió su deseo a Belldandy que era que una chica como ella esta para siempre a su lado. Para su sorpresa, este deseo fue concedido. Desde entonces, están juntos. La presencia de Belldandy atrae mucha atención hacia él, no solo de los mortales. Es muy indeciso y muy tímido.
Es un gran mecánico y un excepcional conductor. Sus habilidades se pueden ver en los OVAs, pero se notan mucho mejor en la película. En el manga, el se convierte en el director del Motor Club, pero le termina dejando el puesto a Sora Hasegawa. Después de graduarse, empezó a trabajar en el taller Whirlwind del cual es dueña la fundadora del NIT Motor Club: Chihiro Fujimi.
Los familiares de Keiichi son: Megumi Morisato (Hermana), Keima Morisato (padre), Takano Morisato (madre) y Hotaru No Suke (abuelo).